# Roberto García Orozco
Roberto García Orozco (nacido el 24 de octubre de 1974) es un exárbitro de fútbol mexicano. Él arbitró en la clasificación para la Copa Mundial de la FIFA.

## Arbitraje en la XLIV edición de la Copa América
El 3 de junio de 2015 la Comisión de Arbitrajes de la Conmebol anunció la participación como árbitro central de Roberto García Orozco, quien estuvo acompañado en las bandas por José Luis Camargo y Marvin Torrentera en la Copa América Chile 2015, que se disputó del 11 de junio al 4 de julio de 2015.

## Polémica
El 14 de diciembre de 2008 fue designado como árbitro central en la final de vuelta disputada en el Estadio Nemesio Díez en el torneo Apertura 2008 entre  Toluca vs Cruz Azul donde no marco un penal a favor del Cruz Azul donde el futbolista José Manuel Cruzalta choco contra el ariete del cruz azul César Villaluz donde este último tuvo que salir en camilla del partido y el azul ya había quemado sus 3 cambios 11 años después reconoció su error argumentado que el no estaba en capacidad de pitar el una final del campeonato “Reconozco que me equivoqué y haciendo un análisis, yo creo que en ese momento no era el árbitro para esa final” en una entrevista para la cadena de fox sports.
El 16 de marzo de 2013 fue designado como árbitro central en el encuentro disputado en el Estadio Azteca en el torneo Clausura 2013 entre los equipos Club América vs San Luis en el cual tuvo su primer polémica en contra del Club América. A pesar de tener una buena actuación durante todo el partido, ya en el tiempo agregado 90+3, no marca un penal a favor del Club América sobre el jugador  Raúl Jiménez tras una carga de espaldas con fuerza desmedida de parte de un defensor de  San Luis. Al final termina amonestando al delantero americanista Raúl Jiménez bajo el argumento de tratar de cometer el penal, evitando así que el Club América se colocara en el segundo lugar de la tabla general del torneo Clausura 2013.
El 29 de noviembre de 2015 fue designado como árbitro central en el encuentro correspondiente al juego de vuelta de los cuartos de final de la liguilla entre los equipos Club Universidad Nacional vs Tiburones Rojos de Veracruz, el cual tuvo una mala actuación con decisiones que perjudicaron al equipo visitante, permitiendo la clasificación del equipo Club Universidad Nacional a semifinales. El presidente del Tiburones Rojos de Veracruz solicitó mediante una carta a la comisión de arbitraje la investigación sobre la polémica actuación del silbante, ya que horas previas al encuentro el silbante comentaba en el hotel donde se hospedó que Club Universidad Nacional serían los clasificados a semifinales.